# Heterocyty
Heterocyty, heterocysty (synonim przestarzały) – przekształcone komórki (pojedyncze, rzadziej tworzące szereg kilku komórek) występujące u sinic z rzędów Nostocales i Stignematales (głównie u form nitkowatych). Komórki te odpowiadają za proces asymilacji azotu z atmosfery (diazotrofię).
Zawierają one enzym nitrogenazę, biorący udział w procesie wiązania azotu tylko w warunkach beztlenowych, dlatego też komórki te rozwinęły specjalne przystosowania pozwalające na zapewnienie takich warunków. Posiadają silnie zgrubiałe ściany komórkowe oraz uwsteczniony układ fotosyntetyczny, w którym nie występuje fotosystem II, przez co tlen nie jest wytwarzany. Nie zawierają również materiałów zapasowych. W mikroskopie optycznym mają jednorodny wygląd bez ziarnistości.
Poprzez wydzielanie amoniaku do atmosfery stymulują tworzenie akinet, komórek biorących udział w rozmnażaniu sinic, aczkolwiek same heterocysty nie biorą bezpośredniego udziału w rozmnażaniu.
Ze względu na położenie w trychomie heterocysty dzieli się na:
- terminalne – na końcu trychomu
- bazalne – u nasady trychomu
- interkalarne (wstawowe) – wewnątrz trychomu
- lateralne – z boku trychomu[3].